# Valtjärnen, Värmland
Valtjärnen är en sjö i Årjängs kommun i Värmland och ingår i Göta älvs huvudavrinningsområde. Sjön har en area på 0,0904 kvadratkilometer och ligger 207,3 meter över havet. Sjön avvattnas av vattendraget Kasbäcken.

## Delavrinningsområde
Valtjärnen ingår i det delavrinningsområde (657824-129664) som SMHI kallar för Utloppet av Vassjön. Medelhöjden är 163 meter över havet och ytan är 10,78 kvadratkilometer. Det finns inga avrinningsområden uppströms utan avrinningsområdet är högsta punkten. Kasbäcken som avvattnar avrinningsområdet har biflödesordning 4, vilket innebär att vattnet flödar genom totalt 4 vattendrag innan det når havet efter 240 kilometer. Avrinningsområdet består mestadels av skog (88 procent). Avrinningsområdet har 1,09 kvadratkilometer vattenytor vilket ger det en sjöprocent på 10,1 procent.